# کیک شکلاتی

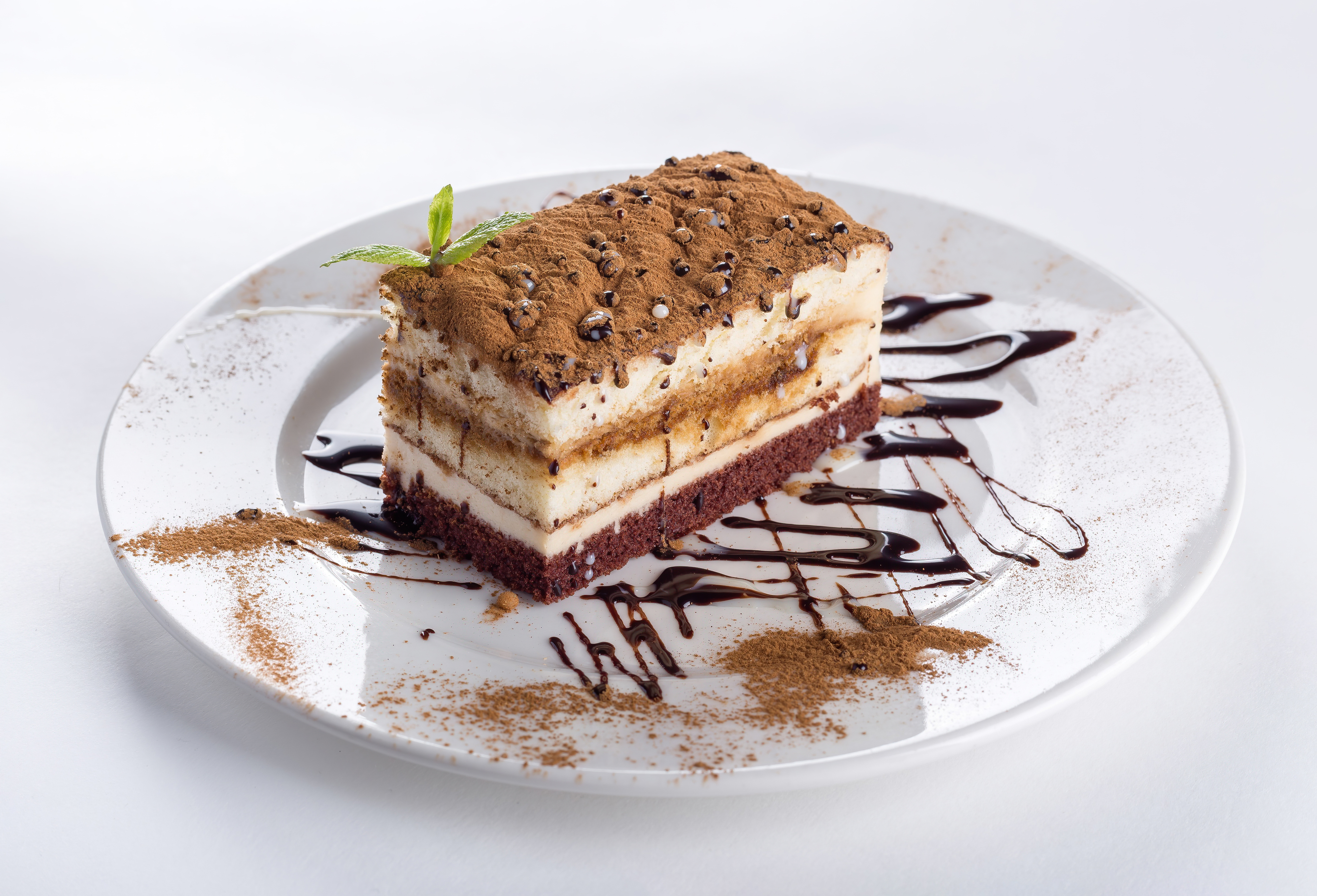
تکه‌ای از یک کیک شکلاتی که بر آن پودر کاکائو پاشیده‌ شده‌است، در بشقاب سفیدی که با سس شکلات تزئین گردیده‌است.

کیک شکلاتی (به انگلیسی: Chocolate cake)  نوعی کیک است که با  شکلات آب شده یا پودر کاکائو یا هر دو آنها طعم داده می‌شود. 

## نگارخانه

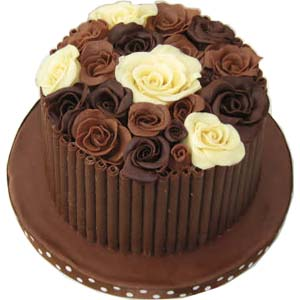
یک نوع کیک شکلاتی
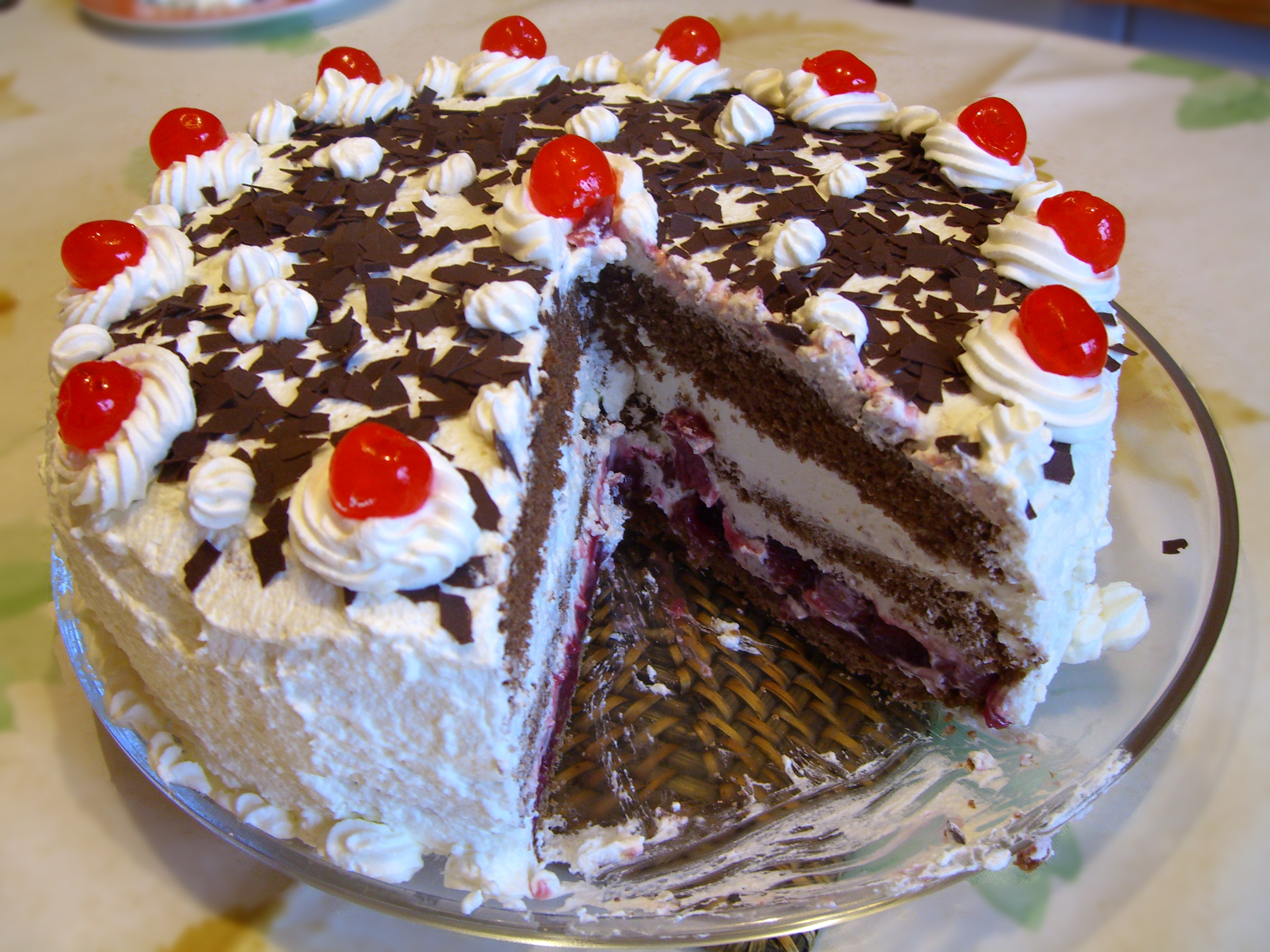